# ViàOccitanie Pays Catalan
Pour les autres chaînes du réseau TV Sud, voir TV Sud.
 (septembre 2017).
ViàOccitanie Pays Catalan est une chaîne de télévision locale diffusée dans le département des Pyrénées-Orientales. Elle fait partie du bouquet ViàOccitanie. En 2017, elle devient la propriété du groupe La Dépêche du Midi depuis la liquidation du groupe Vià. ViàOccitanie  pays Catalan tout comme ses sœurs disparaît le 25 juillet 2025.

## Histoire
Elle se nommait TV Sud Pyrénées-Orientales (TV Sud PO en abrégé) lancée le 20 juillet 2015 et renommée ViàOccitanie Pays Catalan le 28 septembre 2017.

### Identité visuelle (logo)

Logo de TV Sud PO du 20 juillet 2015 au 28 septembre 2017
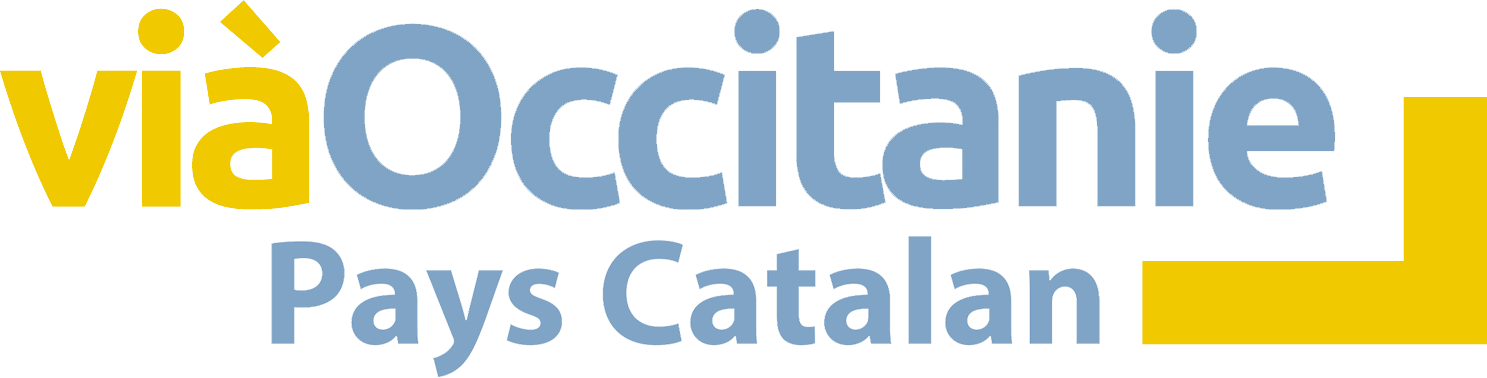
Logo de ViàOccitanie Pays Catalan du 28 septembre 2017 au 25 juillet 2025